# Liksa

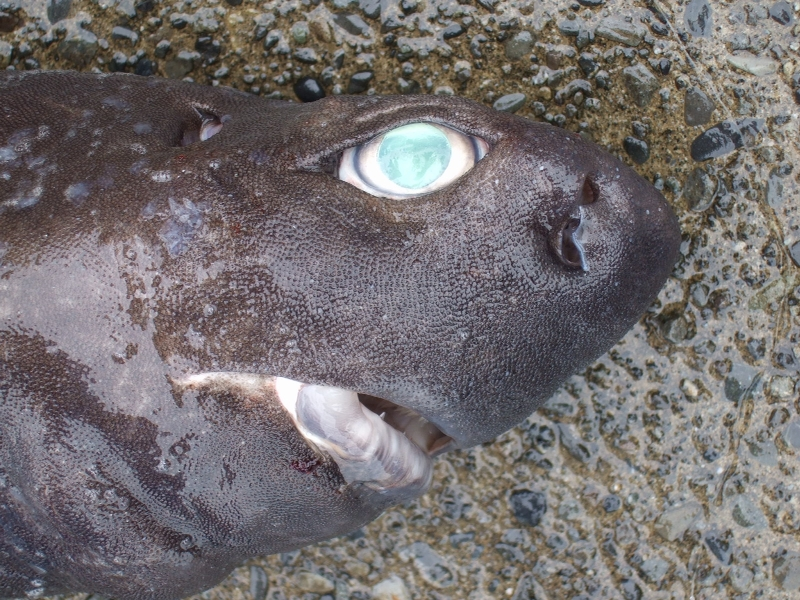
Głowa liksy, widoczne duże oczy, przysadzisty pysk i smukłe wargi.

Liksa (Dalatias licha) – gatunek rekina z rzędu koleniokształtnych w rodzinie scymnowatych, będący jedynym przedstawicielem swojego rodzaju. Liksa jest znajdywana sporadycznie na świecie, zazwyczaj przy dnie mórz na głębokościach 200-600 m. Wraz ze sporą wątrobą dla utrzymania naturalnej pływalności, rekin ten potrafi płynąć w wodzie zużywając niewielką ilość energii. Liksa posiada smukłe ciało z bardzo krótkim, tępym ryjem, dużymi oczami i grubymi wargami. Zęby są bardzo zróżnicowane pomiędzy górnymi, a dolnymi szczękami – górne zęby niewielkie i wąskie, a dolne zęby duże, trójkątne i ząbkowane. Typowa długość tego rekina waha się pomiędzy od 1 a 1,4 metra.

## Systematyka i taksonomia
Liksa oryginalnie została opisana jako Squalus licha przez francuskiego przyrodnika Pierre’a Josepha Bonnaterre’a w jego Tableau encyclopédique et méthodique des trois regnes de la nature z 1788 roku; typ nomenklatoryczny z „Le cap Breton” został od wtedy odrzucony. Ten gatunek został później umieszczony w jego własnym rodzaju, Dalatias, którego nazwa pochodziła od synonimu nazwy pracy naukowej Constantine’a Samuela Rafinesque-Schmaltza z 1810 roku - Dalatias sparophagus i S. licha. Jednakże, niektóre organy zaprzeczają tym określeniom, uzasadniając, że D. sparophagus jest nomen dubium i wolą używać kolejnej dostępnej nazwy rodzaju, Scymnorhinus. Nazwa rodzaju Dalatias pochodzi od greckiego dalos lub dalou, to znaczy „pochodnia”. Nazwa gatunkowa, licha, pochodzi od la liche, francuskiej nazwy tego rekina.